# TWICE DOME TOUR 2019 : ＃Dreamday
TWICE DOME TOUR 2019 : #Dreamday是韓國女子組合TWICE於2019年舉辦的第一次日本巨蛋巡迴演唱會。

## 概述
2018年10月17日，JYP娛樂公佈舉辦TWICE日本首次巨蛋巡迴演唱會的消息，演唱會將於2019年在大阪等地舉行。
2018年11月19日，JYP娛樂公佈演唱會將於2019年3月21日在大阪京瓷巨蛋、3月29日和30日在東京巨蛋、4月6日在名古屋巨蛋舉行。
2019年1月11日，JYP娛樂宣佈演唱會取名為#Dreamday。
2019年1月23日，JYP娛樂宣佈3月20日在大阪京瓷巨蛋追加1場。

## 巡演時間表
| 年份   | 日期    | 演唱會城市 | 演出場地   | 觀賞人數 |
| ------ | ------- | ---------- | ---------- | -------- |
| 2019年 | 3月20日 | 大阪       | 大阪巨蛋   | 215,000  |
| 2019年 | 3月21日 | 大阪       | 大阪巨蛋   | 215,000  |
| 2019年 | 3月29日 | 東京       | 東京巨蛋   | 215,000  |
| 2019年 | 3月30日 | 東京       | 東京巨蛋   | 215,000  |
| 2019年 | 4月6日  | 名古屋     | 名古屋巨蛋 | 215,000  |